# Lenny Zalesky
Lenny Zalesky – amerykański zapaśnik walczący w stylu wolnym. Wicemistrz Igrzysk Panamerykańskich w 1983. Drugi w Pucharze Świata w 1984 roku.
Zawodnik Prairie High School z Cedar Rapids i Iowa State University. Trzy razy (1980-1982) w finale NCAA Division I, drugi w 1981 i 1982 roku.
Trzy tytuły w Big 10 Conference.